# Kalmar
Kalmar è una città dello Småland, nel sud-est della Svezia, affacciata sul Mar Baltico. La città conta 36 000 abitanti ed è il centro della comune di Kalmar che ammonta a 60 000 abitanti. È inoltre il capoluogo della Contea di Kalmar, composta da 12 municipalità per un totale di 236 000 abitanti.
Dal XIII al XVII secolo Kalmar fu una delle più importanti città svedesi. Tra il 1602 e il 1913 fu la capitale della Diocesi di Kalmar, e la Cattedrale di Kalmar, del 1702, resta un ottimo esempio di architettura classicistica. La città divenne una città fortificata, col possente Castello di Kalmar al suo centro. Dopo il Trattato di Roskilde del 1658, l'importanza di Kalmar diminuì, fino al XIX secolo quando iniziò a svilupparsi l'industria.
Da Kalmar passa la strada principale verso l'isola di Öland, per mezzo del ponte di Öland.

## Storia

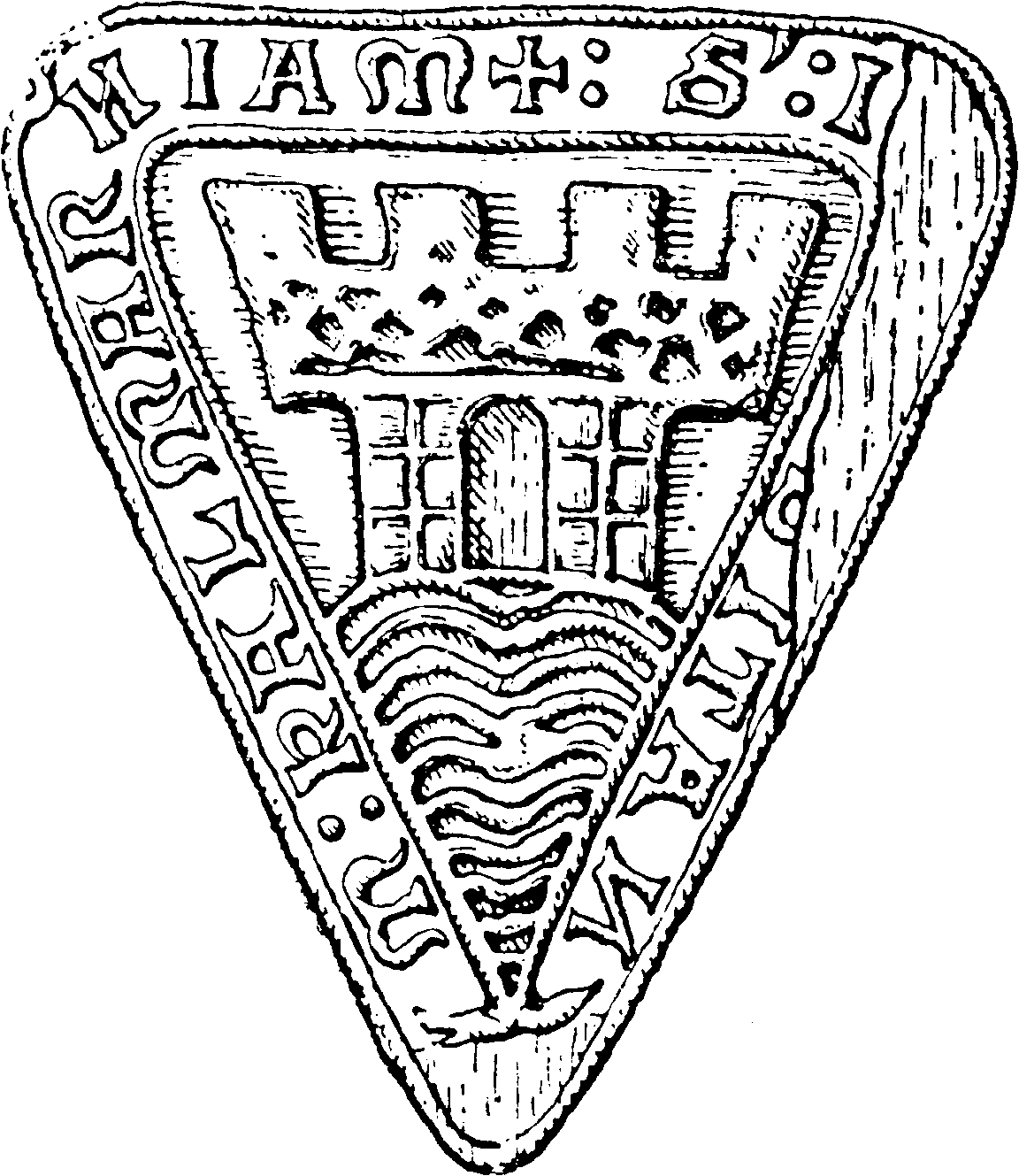
Sigillo di Kalmar, XIII secolo

L'area attorno a Kalmar è stata abitata sin da tempi antichi. Degli scavi hanno portato alla luce tracce di campi di sepoltura dell'età della pietra. Le fonti più antiche della presenza di una città risalgono comunque all'XI secolo. Secondo un racconto popolare medioevale, il patrono norvegese Sant'Olav fece muovere le sue navi verso lo Stretto di Kalmar nel 1027. Le registrazioni scritte contemporanee sono scarse, ma su una pietra runica dell'XI secolo è presente una menzione di detto stretto. Se Kalmar fosse una città o solo un piccolo insediamento adiacente allo Stretto di Kalmar è dibattuto.
Lo stesso può dirsi per l'origine del nome Kalmar; la spiegazione più probabile è che si tratti di un termine in antico svedese per "banchi di rocce". Comunque, quando lo scrittore di saghe islandese Snorri Sturluson visitò Kalmar nel 1219, egli si riferì ad essa come Kaupbaer, che significa città dei mercanti. Nel XIII secolo Kalmar fiorì fino a diventare una delle città svedesi più ricche, grazie ai ricchi mercanti provenienti principalmente dalla Germania.
Il più vecchio sigillo cittadino di Kalmar risale a un periodo tra il 1255 e il 1267, cosa che lo rende il più antico sigillo cittadino della Scandinavia. Nel XII secolo vennero posate le prime fondamenta di un castello, con la costruzione di una torre circolare di guardia e avvistamento. La torre venne espansa continuamente nel XIII secolo, e la regina Margherita I di Danimarca vi indisse un'assemblea tra i capi di Stato di Svezia e Norvegia, che portò, il 13 luglio 1397, alla firma del trattato dell'Unione di Kalmar, che sarebbe durata fino al 1520. La posizione strategica di Kalmar, vicino al confine danese (che era vicino in quanto la Terra Scania apparteneva alla Danimarca), e il suo porto e l'attività mercantile, portarono la città a far parte di diversi feudi. Vi furono due eventi conosciuti entrambi come bagno di sangue di Kalmar: Il primo nel 1505, quando re Giovanni di Danimarca fece giustiziare il borgomastro e il consiglio cittadino di Kalmar; il secondo nel 1599, su ordine di re Carlo IX di Svezia.

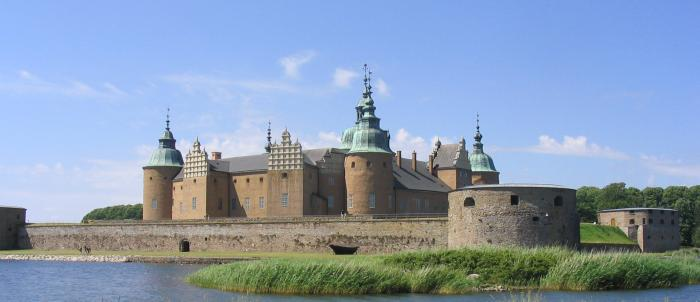
Il Castello di Kalmar oggi

Negli anni 1540, prima re Gustavo Vasa e poi i figli Erik XIV di Svezia e Giovanni III di Svezia, organizzarono una ricostruzione del castello, che lo portò ad essere il maestoso castello rinascimentale che è oggi. Kalmar divenne una diocesi nel 1602, posizione che resse fino al 1913. Nel 1634, venne fondata la Contea di Kalmar, con Kalmar come sua naturale capitale. Nel 1660, venne iniziata la Cattedrale di Kalmar, su progetto di Nicodemo Tessin il Vecchio. Sarebbe stata inaugurata nel 1702.
Nel 1611-1613, la città subì la Guerra di Kalmar, che ebbe inizio con le truppe danesi all'assedio del castello. Il 1611 viene menzionato come l'anno più buio della storia di Kalmar, ma non fu l'unico. Molto sangue è stato versato nelle vicinanze del castello, l'ultima volta, durante la guerra di Scania, portò gli assedi a un totale di ventidue. Eppure non venne mai conquistato. Nel 1658, le terre di Scania vennero annesse dalla Svezia, e l'importanza strategica di Kalmar diminuì gradualmente, mentre i confini si allontanavano verso sud. Nel 1689 il re istituì la sua principale base navale a sud, a Karlskrona, e Kalmar perse il suo ruolo di importante postazione militare.

## Monumenti e luoghi d'interesse

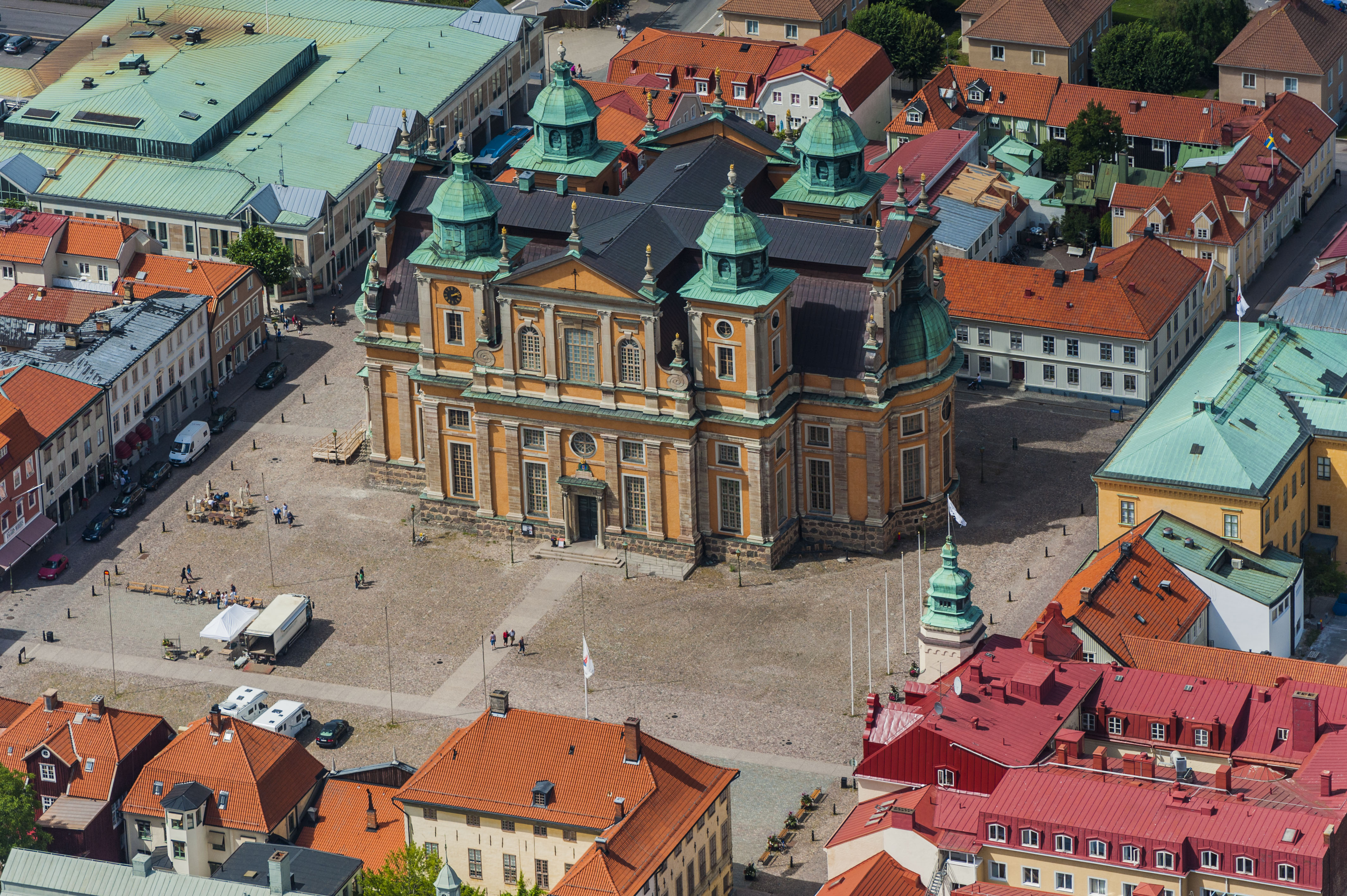
Veduta aerea della Cattedrale.

- Il Castello di Kalmar venne costruito a partire dal XII secolo, ma raggiunse il suo massimo splendore nel XVI secolo, quando venne ingrandito e ristrutturato per ospitarvi la famiglia reale. È uno dei maggiori castelli della Svezia.
- La Cattedrale di Kalmar venne costruita a partire dal 1660 su progetto dell'architetto Nicodemus Tessin il Vecchio, e venne terminata nel 1703. È un edificio barocco con pianta a croce greca, con quattro torri angolari e bracci absidati. La facciata si ispira a quella della chiesa del Gesù a Roma.
- nel centro della città, dopo due anni di lavori, nel 2024 sono venuti alla luce i resti archeologici di resti di centinaia di edifici, cantine, strade, latrine e oggetti di uso quotidiano datati tra il 1250 e il 1650.[1]

## Kalmar oggi
In tempi più recenti Kalmar è stata una città industriale, con la Kalmar Mekaniska Verkstad produttrice di motori a vapore e grandi macchinari. Kalmar ha un'università con oltre 9.000 studenti (Università di Kalmar) e un centro ricerche della TeliaSonera.

## Sport

### Calcio
La squadra principale della città è il Kalmar FF, vincitrice di un titolo nazionale nel 2008 e di tre Coppe di Svezia nel 1981, 1987 e 2007.

## Galleria d'immagini

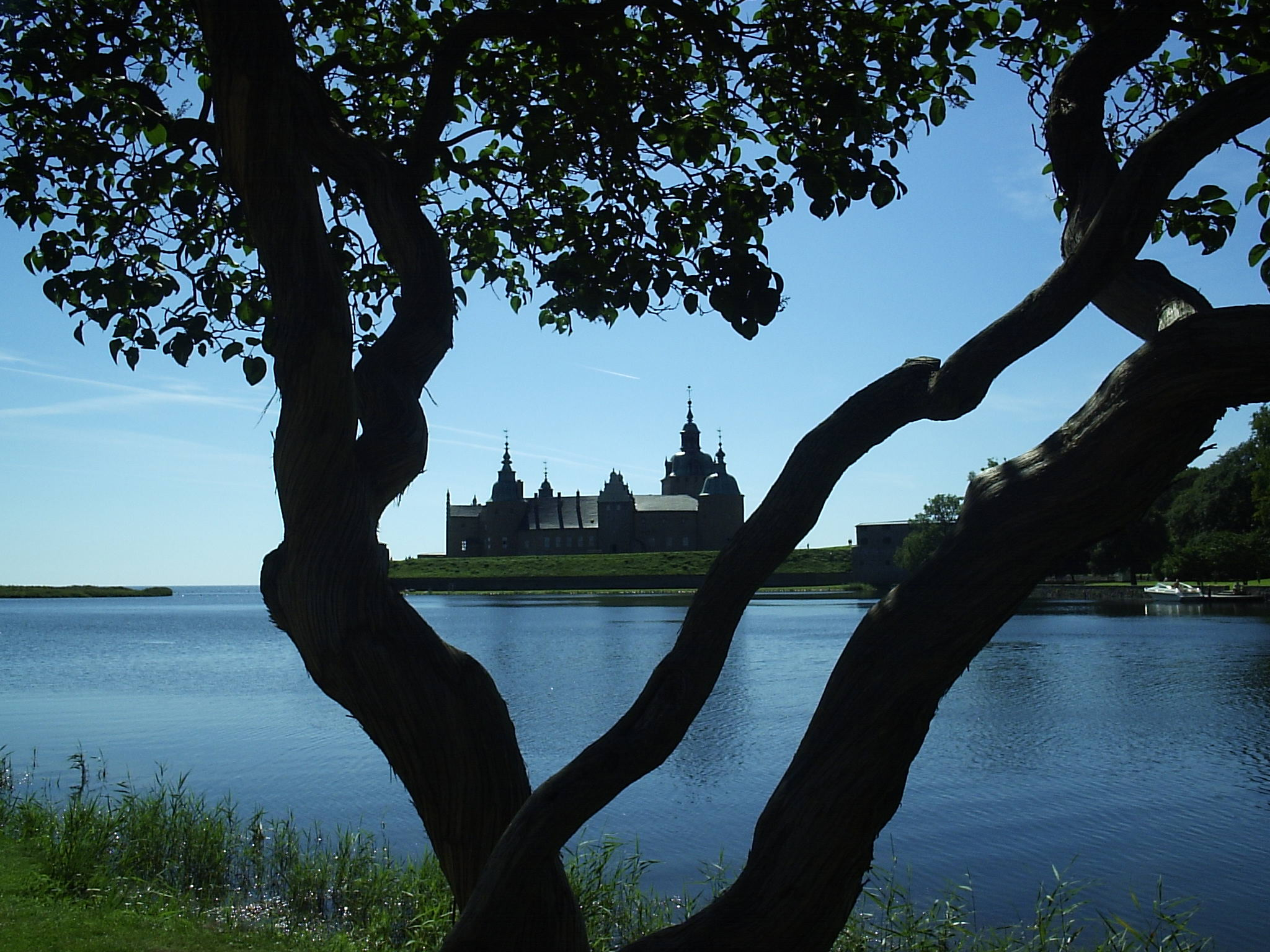
Suggestiva fotografia del Castello di Kalmar nel sole estivo
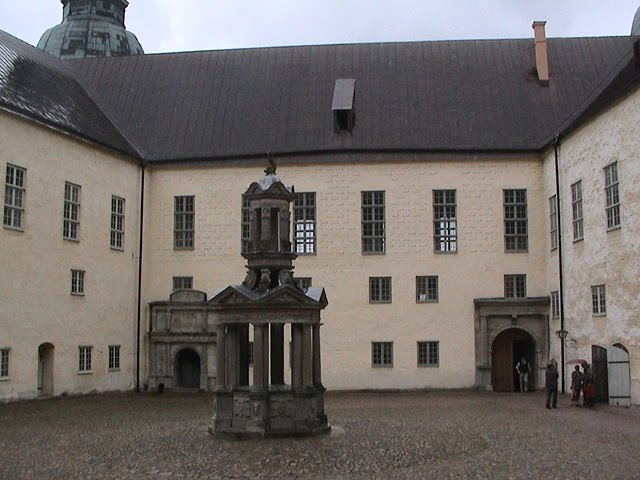
Cortile del Castello di Kalmar
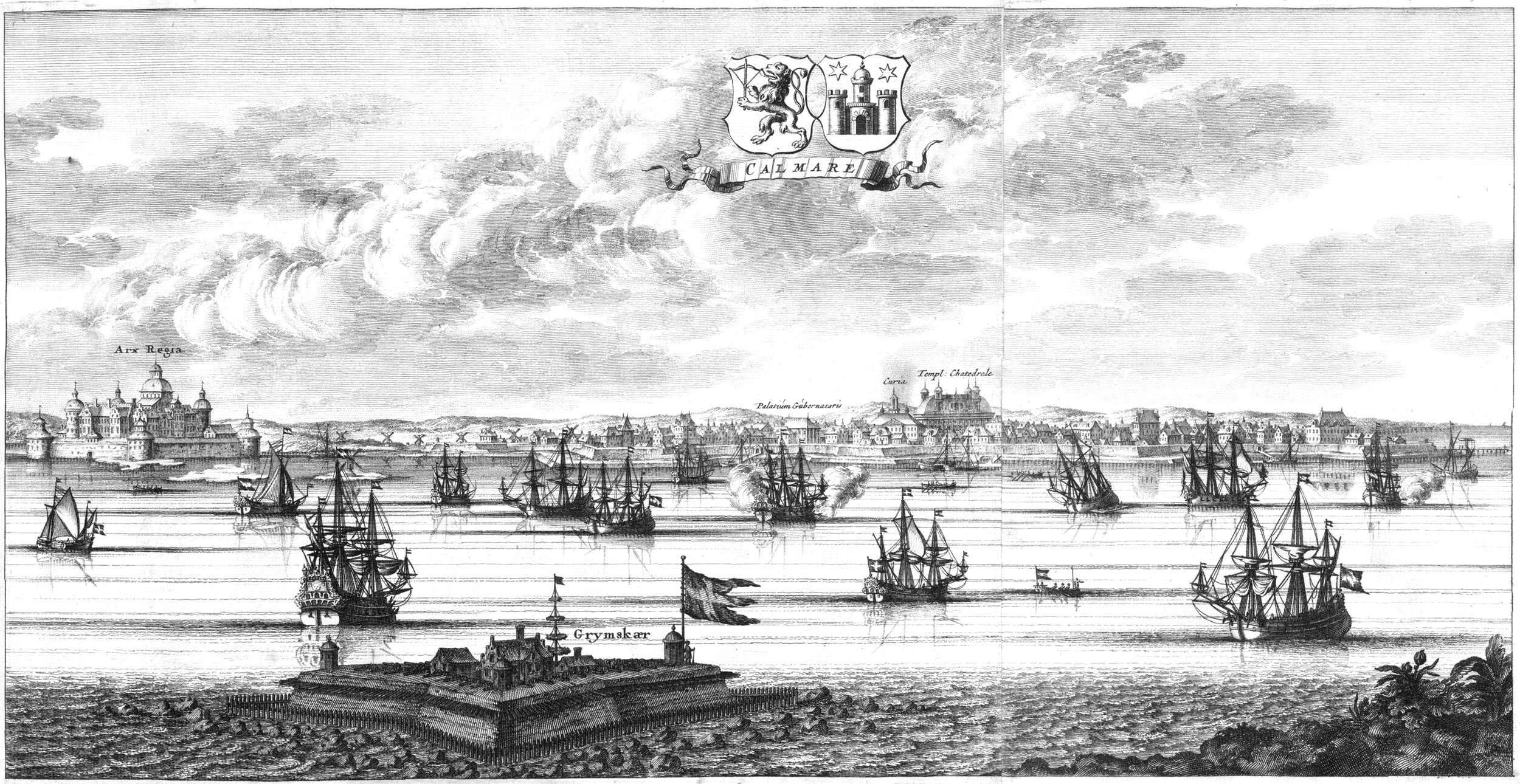
Incisione della Suecia antiqua et hodierna, circa 1700
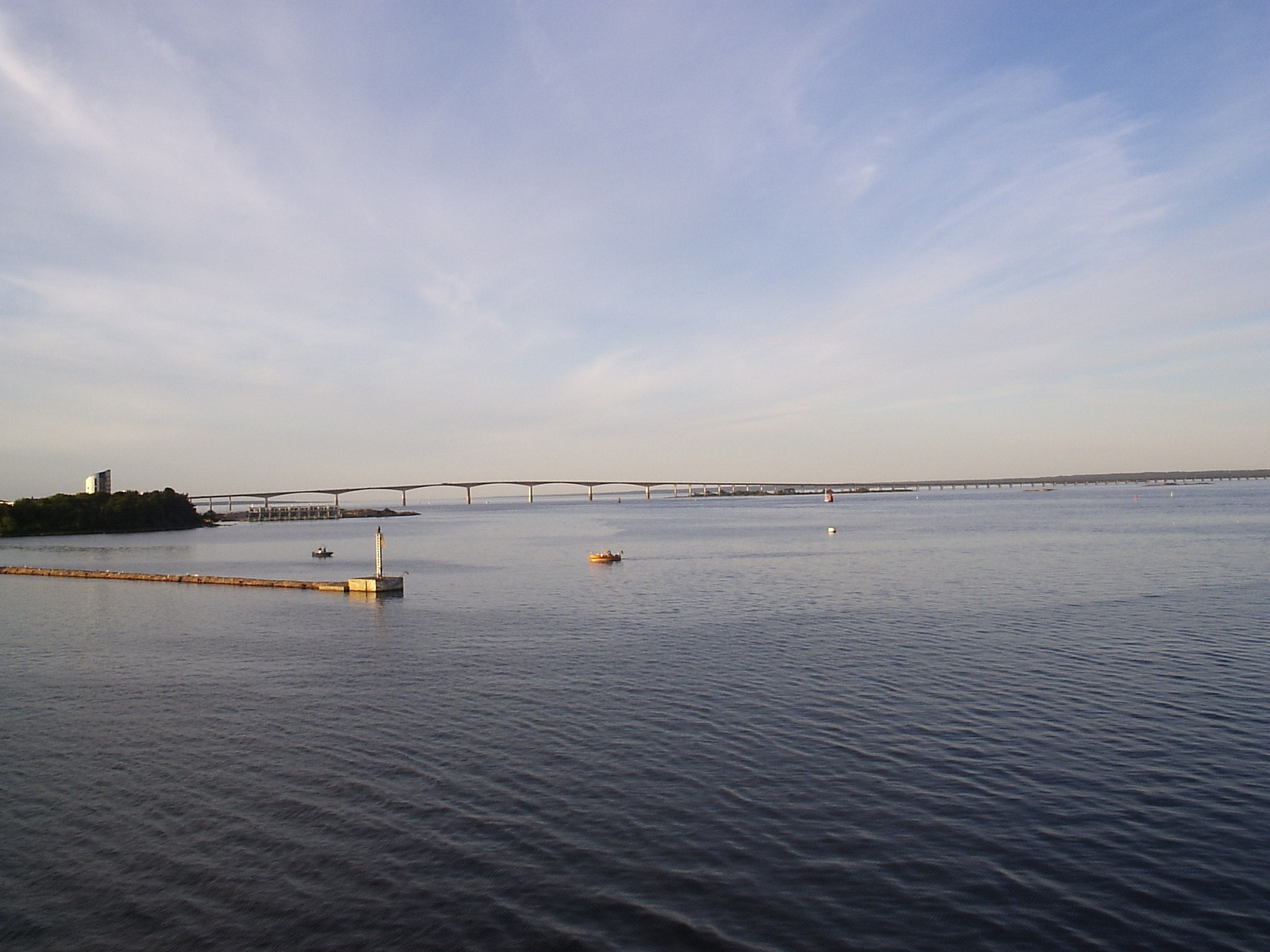
Nel 1972, il Ponte di Öland, lungo 6 km, venne costruito per collegare Kalmar alla città di Färjestaden su Öland